# Kulosaari (stacja metra)
Kulosaari (szw. Brändö) – naziemna stacja metra helsińskiego obsługująca wyspę Kulosaari we wschodnich Helsinkach. Jest jedną z najstarszych stacji; została oddana do użytku 1 czerwca 1982 roku. Zaprojektowali ją Jaakko Ylinen i Jarmo Maunula.
Kulosaari znajduje się pomiędzy stacjami Kalasatama oraz Herttoniemi.